# Barbara Hannigan
Barbara Hannigan (Halifax, 8 maggio 1971) è un soprano e direttore d'orchestra canadese, nota per le sue interpretazioni di opera contemporanea.

## Formazione
La formazione musicale iniziale della Hannigan avvenne tramite insegnanti di musica nella sua città natale di Waverley, in Nuova Scozia a Halifax.
Dopo essere cresciuta a Waverley, Hannigan si trasferì a Toronto all'età di 17 anni. Studiò musica all'Università di Toronto, dove tra i suoi insegnanti c'era Mary Morrison. Si laureò all'Università di Toronto nel 1993 con una laurea in musica e una laurea in Master of Music nel 1998. Ha continuato i suoi studi al Banff Center for the Arts, all'Istituto Steans per giovani artisti al Ravinia Festival e al Centre d'arts Orford. Ha anche studiato per un anno al Conservatorio Reale dell'Aia.

## Carriera
La Hannigan è conosciuta per le sue interpretazioni di musica contemporanea. La sua difesa della musica contemporanea è iniziata in gioventù e ha cantato la sua prima mondiale all'età di 17 anni. A partire dal 2011, ha cantato nella prima di circa 75 composizioni contemporanee. Tra queste One di Michel van der Aa (2002), il ciclo di canzoni Auf der Suche nach meinem Gesicht di Friedrich Cerha (2007) e La plus forte di Gerald Barry (2007), che il compositore scrisse appositamente per lei. Hans Abrahamsen ha scritto il ciclo di canzoni sinfoniche Let me tell you per la Hannigan.
È particolarmente nota per le sue interpretazioni di Mysteries of the Macabre di György Ligeti (una versione da concerto di una scena della sua opera Le Grand Macabre) e nel 2011 ha iniziato a dirigere il lavoro oltre a cantare la parte vocale. Il suo lavoro nell'opera contemporanea ha compreso cantare nelle prime di Writing to Vermeer di Louis Andriessen, The Bitter Tears of Petra von Kant di Gerald Barry e The Importance of Being Earnest, Wet Snow di Jan van de Putte, House of the Sleeping Beauties di Kris Defoort, e Written on Skin di George Benjamin. Ha lavorato con la coreografa Sasha Waltz nelle produzioni di Matsukaze di Toshio Hosokawa e Passion di Pascal Dusapin. La Hannigan è stata acclamata dalla critica per la sua interpretazione in Lulu di Alban Berg, che richiedeva anche la danza sulle punte. Nel 2014 la Hannigan ha cantato il ruolo di Marie nell'opera Die Soldaten di Bernd Alois Zimmermann all'Opera di Stato della Baviera, una produzione che fu trasmessa in diretta streaming su internet. Per la sua interpretazione di Marie ha vinto il premio Der Faust 2015 in Germania.
Hannigan si esibisce regolarmente in concerto come soprano e direttore d'orchestra. Ha collaborato con la Berliner Philharmoniker, Münchner Philharmoniker, Orchestra Sinfonica di Toronto, l'Orchestre Philharmonique de Radio France, Orchestra Sinfonica di Göteborg, Prague Philharmonic Orchestra, Mahler Chamber Orchestra, Avanti! Chamber Orchestra, Accademia Nazionale di Santa Cecilia in Roma, Britten Sinfonia e Gulbenkian Orchestra. Ha vinto il premio Ovatie 2014 per la sua interpretazione come soprano e direttore d'orchestra con il suo debutto come direttore al Concertgebouw di Amsterdam con la Ludwig Orchestra.
Nel 2016, la Hannigan è stata nominata membro dell'Ordine del Canada, uno dei massimi riconoscimenti civili del Canada. Barbara Hannigan ha ricevuto il premio Rolf Schock 2018 nelle arti musicali. La giuria ha commentato: "La Hannigan è un'attrice straordinaria e innovativa con un approccio dinamico e intenso alla musica che esegue, spesso pura interpretazione da virtuoso del palcoscenico, in cui spesso assume contemporaneamente sia il ruolo della solista e di direttore d'orchestra. Il suo repertorio copre un campo impressionante, con grande interesse per la nuova musica. Per diversi anni ha anche gestito un progetto di mentoring unico, Equilibrium Young Artists, che si concentra su musicisti giovani e neofiti di tutto il mondo".
Tra gli altri premi ci sono: Personalité Musicale de l'Année (Personaggio musicale dell'anno) (Syndicat de la Presse Francaise, 2012), Cantante dell'anno (Opernwelt, 2013) ed Ehrenpreise, Preis der deutschen Schallplattenkritik 2018.

## Discografia scelta
Le registrazioni commerciali della Hannigan nella musica contemporanea comprendono la prima registrazione di Correspondances (Deutsche Grammophon) di Henri Dutilleux e Writing to Vermeer (Nonesuch) di Louis Andriessen, musica di Luca Francesconi (Kairos) e di Harry Freedman (Centrediscs). È anche protagonista di quattro incisioni Naxos di opere vocali di Georg Friedrich Händel, L'Allegro, il Penseroso ed il Moderato, Gideon, Rinaldo e Tobit.
- Henri Dutilleux: Correspondances per soprano e orchestra, diretta da Esa-Pekka Salonen, Deutsche Grammophon 2012 – registrazione in prima mondiale con finale riscritto dal compositore per la Hannigan, Gramophone Award Contemporary, 2013
- Hans Abrahamsen: let me tell you per soprano e orchestra, testi di Paul Griffiths, Orchestra sinfonica della radio bavarese, Andris Nelsons direttore, Winter & Winter, 2016 - Premi: 2016 Grawemeyer Award per Composizione musicale;[29] Gramophone Award Contemporary, 2016;[30] Diapason d'Or 2016, Musique contemporaine;[31] Edison Klassiek 2016, De ontdekking[32]
- Eric Satie: Socrate con il pianista Reinbert de Leeuw, Winter & Winter, 2016[33]
- Crazy Girl Crazy:[34] album di debutto come soprano e direttore d'orchestra, Ludwig Orchestra, Alpha Classics 2017, repertorio: Luciano Berio Sequenza III, Alban Berg Lulu Suite, George Gershwin Girl Crazy Suite, arrangiata da Bill Elliott e Barbara Hannigan; l'album comprende il documentario Music is Music diretto da Mathieu Amalric - Premi: Grammy Award per Migliore album vocale solista classico;[35] Juno Award per Album classico dell'anno: vocale o corale;[36] Klara Award per Miglior CD classico internazionale;[37] The New York Times: I migliori CD classici del 2017.[38]

Nel 2014 sono stati pubblicati due DVD: Lulu (Bel Air Classiques) di Alban Berg e Written on Skin di George Benjamin. Written on Skin ha ricevuto il Gramophone Award 2014 nella categoria "Contemporary".
La Hannigan è presente nel DVD Stravinsky della London Symphony Orchestra, pubblicato nel 2017 per l'etichetta LSO Live, diretto da Simon Rattle, che esegue Three Fragments from Wozzeck di Alban Berg e Mysteries of the Macabre di György Ligeti.
La vita della Hannigan come artista è stata oggetto di due documentari: il documentario di Accentus Music I'm a creative animal, prodotto al Lucerne Festival 2014 dove lei era un'Artiste Etoile, Canadees Podiumdier della televisione olandese (NTR 2014) ed il cortometraggio di Mathieu Amalric , C'est presque au bout du monde.

## Vita privata
L'ex marito della Hannigan è il regista teatrale olandese Gijs de Lange.